# W Dole (Tropie)
W Dole – część wsi Tropie w Polsce położona w województwie podkarpackim, w powiecie strzyżowskim, w gminie Strzyżów.
W latach 1975–1998 W Dole położone było w województwie rzeszowskim.